# Fokker F.VIII
Fokker F. VIII (eller Fokker F.8) var ett stort tvåmotorigt passagerarplan konstruerat och tillverkat av den nederländska flygplanstillverkaren Fokker på 1920-talet. Ett flygplan av modellen kom att tillföras till det Svenska flygvapnet, där det fick beteckningen Tp 10 och var i tjänst mellan 1942 och 1944.